# Лобенгула
Лобенгула (1836 або 1845 — 1894) — 2-й інкосі (володар) держави Матабеле (Мтваказі) в 1868—1894 роках.

## Життєпис
Син інкосі Мзіліказі та доньки або небоги Собузи I, нгвеньями Свазі. За різними відомостями народився 1836 року в поселені Мосега, або 1845 року, коли матабеле вже перетнули Лімпопо.
Після смерті батька у 1868 року оголосив себе інкосі. Але проти нього виступив брат Мангване. Боротьба тривала до кінця 1869 року. Лобенгула особисто брав участь в боях, чим завоював прихильність воєначальників. Його урочиста коронація відбулася в Мланландлелі.
1870 року надав Джону Свінберну, голові «Видобувній компанії Лондона та Лімпопо», право шукати золото та інші корисні копалини на земельній ділянці вздовж річки Таті між річками Шаше та Рамаквабане, що стало відомим як Концесія Таті (втім фактичне добування почалося лише 1890 року).
У 1872 році за допомогою британців з Наталя він відбив вторгнення військ вигнаного Мангване. Завершив підкорення держави Розві, яка вже визнала зверхність Матабеле ще за часів Мзіліказі. 1873 року Лобенгула захопив значні області. Втім остаточно приєднати решту земель Розві вдалося лише 1889 року.
Намагався утворити коаліцію з державами народу нгуні. 1879 року інкосі уклав політичний союз з Мзілою, інкосі Гази, забезпечивши підтримку на південному сході проти Португалії. 1883 року звернувся до Леваніки I, літунги Бароце, щодо спільних дій проти британців, але дістав відмову. Не надав великого значення відкриттю покладів золота в Вітватерсранді в 1886 році.
Водночас у 1880-х роках намагався, використовуючи протиріччя між британцями, німцями, португальцями і Республікою Трансвааль, дипломатичним шляхом зупинити європейську експансію на свої землі. 
У лютому 1888 року був змушений підписати договір про дружбу з Великою Британією, а в жовтні того ж року — договір про концесію корисних копалин його країни з посланцями Сесіля Родса, з яким був особисто знайомий і лікар якого — Леандер Старр Джеймсон — лікував Лобенгулу від подагри. Ці договори фактично зробили країну протекторатом британців.
Тому у 1889 році Лобенгула, усвідомивши, що був обманутий, відмовився надати доступ британцям в низку областей держави, а в 1890 році його війська здійснили рейд в британський Машоналенд. У листопаді 1893 року Британська Південно-Африканська компанія, що належала Родсу, атакувала володіння інкосі (відома як Перша матабельська війна). Лобенгула зазнав низки поразок, ключовою з яких була 25 жовтня 1893 року — на річці Шангані.
За деякими джерелами, вже в грудні 1893 року був серйозно хворий (на віспу або дизентерію) і помер у січні 1894 року, але інформація про його смерті трималася в секреті протягом декількох місяців. За іншою інформацією, йому вдалося втекти через Замбезі до дружніх племенам. Відомо лише те, що він віддав наказ спалити свою столицю, Булавайо, зумів розбити британський загін, відправлений на його упіймання, і рушив у напрямку Замбезі. Його формальним наступником став син Наяманда, який очолив велике повстання (відоме як Друга матабельська війна проти англійців в 1896 році, яке було придушене в жовтні 1897 року за допомогою регулярних військ.

## Опис
Лобенгула був високого зросту і потужної статури, важив близько 120 кілограмів, харчувався в основному яловичиною і просяним пивом. Тому європейці підозрювали у нього ожиріння.

## Родина
Мав більше ніж 20 дружин, з яких головними були Лозікеї та Ломалонгве. відомо про 3 синів й 1 доньку.